# Protestantse Theologische Universiteit
De Protestantse Theologische Universiteit (PThU) is een Nederlandse levensbeschouwelijke universiteit voor theologie, gevestigd in Utrecht.

## Geschiedenis
De PThU werd gesticht op 1 januari 2007. Dit gebeurde nadat de generale synode van de PKN daar op 7 april 2006 toe besloten had. De universiteit kwam tot stand door een fusie van de Theologische Universiteit Kampen (ThUK), het Theologisch Wetenschappelijk Instituut (ThWI) te Utrecht en Leiden, het Evangelisch-Luthers Seminarium (ELS) te Utrecht en het Theologisch Seminarium te Doorn. Een reden voor de fusie was dat zo de verschillen tussen de meerdere opleidingen voor predikanten van de Protestantse Kerk in Nederland werden geminimaliseerd. Ook zou deze opzet beter passen binnen de nieuwe opzet van het wetenschappelijk onderwijs, de BaMa-structuur.
In april 2010 werd bekend dat de PThU zou worden verplaatst naar Amsterdam en Groningen, waar samenwerkingen waren aangegaan met de Vrije Universiteit Amsterdam en de Rijksuniversiteit Groningen. De activiteiten in de vestigingen in Utrecht, Kampen en Leiden zijn inmiddels afgebouwd. Als reden voor het besluit zei het College van Bestuur van de PThU dat drie vestigingen te "kwetsbaar" zouden zijn. Zowel in Amsterdam als Groningen hebben de instellingen een academische inbedding, en zijn wederzijdse dubbelbenoemingen mogelijk. Een laatste reden voor de verhuizing was dat er op de VU interessante mogelijkheden waren voor interreligieuze dialoog.
De PThU had een periode te maken met krimpende studentenaantallen. In 2012 studeerden er nog 350 mensen aan de universiteit, in 2017 was dat gedaald naar 280. In 2018 studeerden er 261 studenten aan de instelling. Er zijn sinds de verhuizing naar Amsterdam drie reorganisaties doorgevoerd, meest recent in 2019 en 2020. In 2020 studeerden er 228 studenten aan de PThU. Weer twee jaar later was dat aantal gedaald naar 212.
Op 13 april 2022 maakte de PThU bekend de universiteit te willen verhuizen naar Utrecht. Op 21 april 2022 stemde de synode van de Protestantse Kerk in Nederland (PKN) hiermee in. De PThU wil op 1 september 2024 op de nieuwe locatie starten. Daarom kocht de PthU in 2023 een monumentaal pand in het centrum van Utrecht aan het Janskerkhof. De gezamenlijke theologiebachelor die de PThU heeft samen met de VU werd stopgezet. Minister van Onderwijs Robert Dijkgraaf gaf in februari 2024 echter geen toestemming voor de start van de nieuwe bacheloropleiding in Utrecht, omdat de nieuwe opleiding niet genoeg zou toevoegen aan het bestaande aanbod.

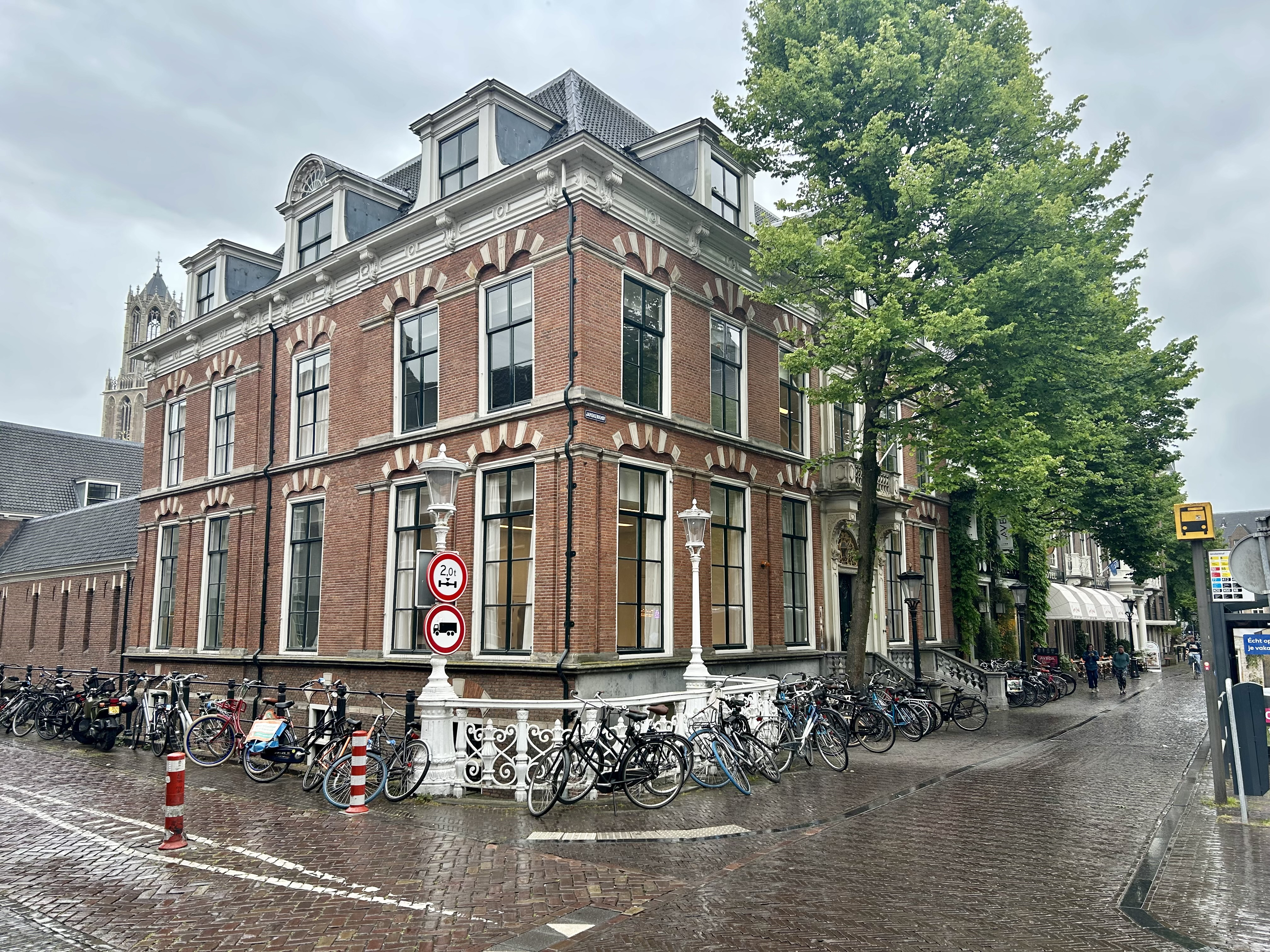
Het gebouw Janskerkhof 12

In augustus 2024 verhuisde de PThU naar haar tijdelijke locatie op de Daltonlaan in Utrecht. In februari 2025 verhuisde de PThU opnieuw naar haar permanente locatie aan de Jansdam/Janskerkhof.

## Onderwijs

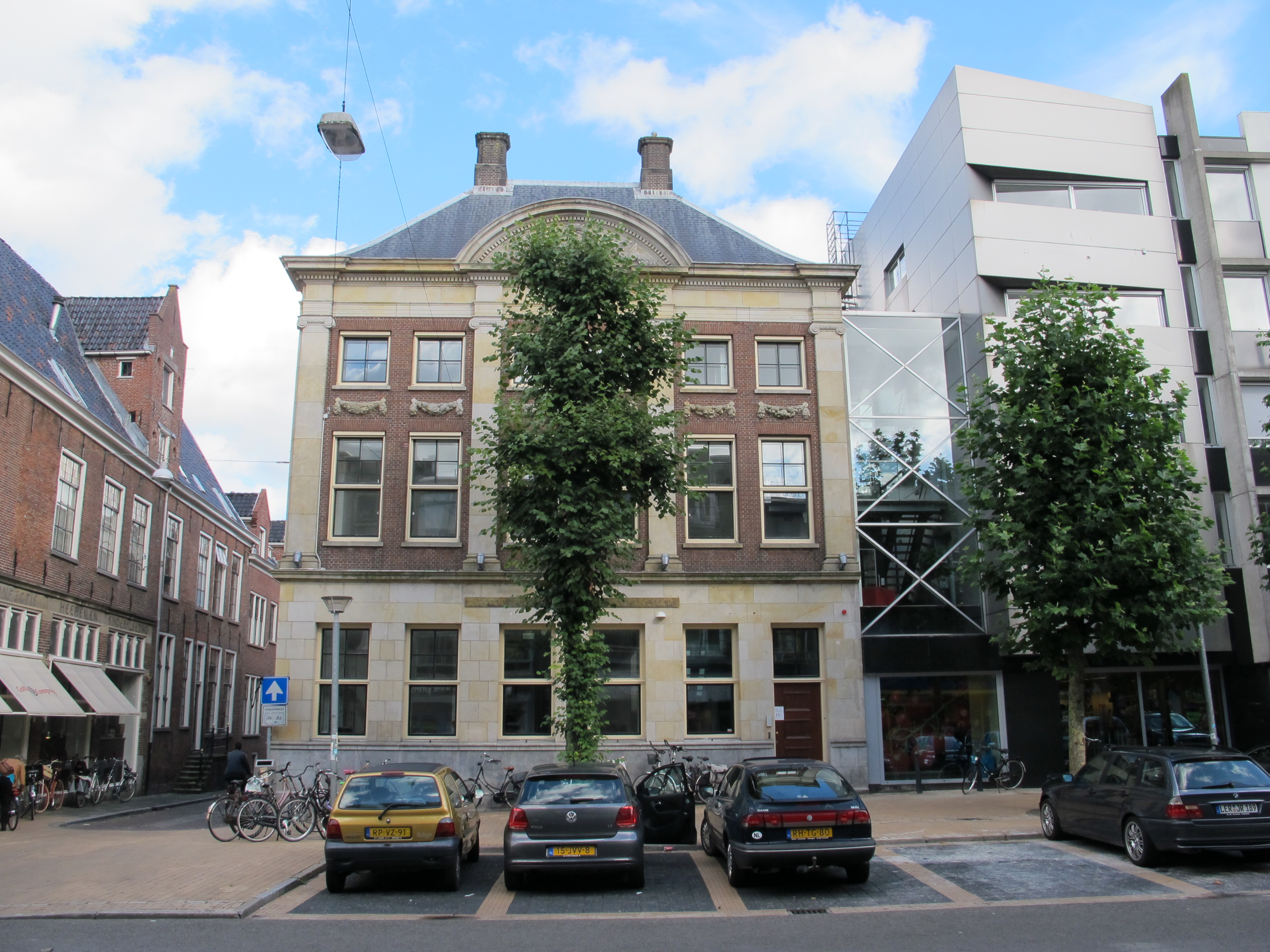
De oude vestiging in Groningen aan de Oude Ebbingestraat

De verhuizing van de PThU heeft geresulteerd in een nauwe samenwerking tussen de Vrije Universiteit (VU) en de Rijksuniversiteit Groningen (RUG) op het gebied van onderwijs en een verkenning naar verdergaande samenwerking op het gebied van onderzoek. In het bachelor-onderwijs is de samenwerking tussen VU en RUG al sinds 1 september 2011 een feit. In Amsterdam bieden PThU en VU een gezamenlijke bachelor Theologie aan, waarbij beide universiteiten de helft van het onderwijs verzorgen. Vanwege de verhuizing naar Utrecht zegde de PThU in 2023 de samenwerking  met de VU op.
In Groningen kent de bachelor Theologie van de faculteit Godgeleerdheid een door docenten van de PThU verzorgd traject, dat ongeveer een derde van de bachelor beslaat. De Amsterdamse en de Groningse bachelor vormen allebei een voorbereiding op de masteropleiding van de PThU, die sinds 1 september 2012 in beide steden wordt aangeboden. Met het Seminarium van de Bond van Vrije Evangelische Gemeenten wordt nauw samengewerkt. Studenten van dit seminarium volgen een groot deel van de lessen aan de PThU.